# Municipio de Mason (condado de Taylor)
El municipio de Mason (en inglés: Mason Township) es un municipio ubicado en el condado de Taylor en el estado estadounidense de Iowa. En el año 2010 tenía una población de 164 habitantes y una densidad poblacional de 1,96 personas por km².

## Geografía
El municipio de Mason se encuentra ubicado en las coordenadas 40°41′25″N 94°51′49″O / 40.69028, -94.86361. Según la Oficina del Censo de los Estados Unidos, el municipio tiene una superficie total de 83.5 km², de la cual 83,14 km² corresponden a tierra firme y (0,44 %) 0,37 km² es agua.

## Demografía
Según el censo de 2010, había 164 personas residiendo en el municipio de Mason. La densidad de población era de 1,96 hab./km². De los 164 habitantes, el municipio de Mason estaba compuesto por el 99,39 % blancos y el 0,61 % eran de una mezcla de razas. Del total de la población el 0 % eran hispanos o latinos de cualquier raza.